# Luís Alonso Pérez
Luís Alonso Pérez, noto semplicemente come Lula (Santos, 1º marzo 1922 – 15 giugno 1972), è stato un allenatore di calcio brasiliano, tra i più vincenti allenatori brasiliani della storia.

## Biografia
Ha lavorato come panettiere assieme al padre e come tassista. Non parlava molto bene il portoghese. Come allenatore sapeva fare gruppo e aveva la dote di saper scegliere i migliori calciatori nei provini, tuttavia era impreparato dal punto di vista tattico e da quello psicologico. Appassionato di calcio, allena squadre giovanili della provincia di Santos, tra cui Palmeirinha e Americana. Negli anni successivi approda alla guida del Portuguesa Santista, della squadra amatoriale del Santos e poi è assunto provvisoriamente tra i professionisti del Santos.
È confermato alla guida del Santos e guida la squadra per 12 anni consecutivi fino a quando lascia l'incarico, forse per un dissidio con Pelé. Al Santos scopre e lancia diversi talenti, tra cui Pagão, Pepe e Coutinho. Vince cinque volte la Taça Brasil, otto Paulistão, due Libertadores e due Intercontinentali (1962 e 1963), battendo rispettivamente Peñarol, Boca Juniors, Benfica e Milan. Il Real Madrid gli propone l'incarico di allenare la squadra a fine anni sessanta, ma Lula rifiuta nella speranza di tornare al Santos. A inizio anni settanta, gli è promessa nuovamente la panchina del Santos, invece al suo posto è chiamato l'ex difensore Mauro Ramos.
Muore a 50 anni a causa di un'infezione causata da un trapianto di rene al quale era stato appena sottoposto. Aveva un figlio, che ha allenato dalle giovanili alla prima squadra del Santos.
Con 38 titoli vinti –– sono considerati anche i tornei amichevoli –– è tra gli allenatori brasiliani più vincenti nella storia del calcio e ha allenato quello che è considerato uno dei Santos più forti di sempre.

## Statistiche
In grassetto le competizioni vinte.
| Stagione        | Squadra         | Campionato      | Campionato | Campionato | Campionato | Campionato | Coppe nazionali | Coppe nazionali | Coppe nazionali | Coppe nazionali | Coppe nazionali | Coppe continentali | Coppe continentali | Coppe continentali | Coppe continentali | Coppe continentali | Altre coppe | Altre coppe | Altre coppe | Altre coppe | Altre coppe | Totale | Totale | Totale | Totale | Vittorie % | Piazzamento |
| Stagione        | Squadra         | Comp            | G          | V          | N          | P          | Comp            | G               | V               | N               | P               | Comp               | G                  | V                  | N                  | P                  | Comp        | G           | V           | N           | P           | G      | V      | N      | P      | %          | Piazzamento |
| --------------- | --------------- | --------------- | ---------- | ---------- | ---------- | ---------- | --------------- | --------------- | --------------- | --------------- | --------------- | ------------------ | ------------------ | ------------------ | ------------------ | ------------------ | ----------- | ----------- | ----------- | ----------- | ----------- | ------ | ------ | ------ | ------ | ---------- | ----------- |
| 1954            | Santos          | CP              | 26         | 16         | 2          | 8          | -               | -               | -               | -               | -               | -                  | -                  | -                  | -                  | -                  | -           | -           | -           | -           | -           | 26     | 16     | 2      | 8      | 61,54      | 3°          |
| 1955            | Santos          | CP              | 26         | 19         | 2          | 5          | -               | -               | -               | -               | -               | -                  | -                  | -                  | -                  | -                  | -           | -           | -           | -           | -           | 26     | 19     | 2      | 5      | 73,08      | 1°          |
| 1956            | Santos          | CP              | 36         | 29         | 4          | 3          | -               | -               | -               | -               | -               | -                  | -                  | -                  | -                  | -                  | -           | -           | -           | -           | -           | 36     | 29     | 4      | 3      | 80,56      | 1°          |
| 1957            | Santos          | CP              | 37         | 26         | 4          | 7          | -               | -               | -               | -               | -               | -                  | -                  | -                  | -                  | -                  | -           | -           | -           | -           | -           | 37     | 26     | 4      | 7      | 70,27      | 2°          |
| 1958            | Santos          | CP              | 38         | 29         | 6          | 3          | -               | -               | -               | -               | -               | -                  | -                  | -                  | -                  | -                  | -           | -           | -           | -           | -           | 26     | 16     | 2      | 8      | 61,54      | 1°          |
| 1959            | Santos          | CP+TB           | 41+5       | 30+2       | 5+1        | 6+2        | -               | -               | -               | -               | -               | -                  | -                  | -                  | -                  | -                  | -           | -           | -           | -           | -           | 46     | 32     | 6      | 8      | 69,57      | 2°+2°       |
| 1960            | Santos          | CP              | 34         | 22         | 6          | 6          | -               | -               | -               | -               | -               | -                  | -                  | -                  | -                  | -                  | -           | -           | -           | -           | -           | 34     | 22     | 6      | 6      | 64,71      | 1°          |
| 1961            | Santos          | CP+TB           | 30+5       | 25+3       | 3+1        | 2+1        | -               | -               | -               | -               | -               | -                  | -                  | -                  | -                  | -                  | -           | -           | -           | -           | -           | 35     | 28     | 4      | 3      | 80,00      | 1°+1°       |
| 1962            | Santos          | CP+TB           | 30+5       | 24+3       | 5+1        | 1+1        | -               | -               | -               | -               | -               | CCA                | 8                  | 6                  | 2                  | 0                  | CI          | 2           | 2           | 0           | 0           | 45     | 35     | 8      | 2      | 77,78      | 1°+1°       |
| 1963            | Santos          | CP+TB           | 30+4       | 14+4       | 8+0        | 8+0        | -               | -               | -               | -               | -               | CCA                | 4                  | 3                  | 1                  | 0                  | CI          | 3           | 2           | 0           | 1           | 41     | 23     | 9      | 9      | 56,10      | 3°+1°       |
| 1964            | Santos          | CP+TB           | 30+6       | 20+5       | 4+1        | 6+0        | -               | -               | -               | -               | -               | CL                 | 2                  | 0                  | 0                  | 2                  | -           | -           | -           | -           | -           | 38     | 25     | 5      | 8      | 65,79      | 1°+1°       |
| 1965            | Santos          | CP+TB           | 30+4       | 25+3       | 3+1        | 2+0        | -               | -               | -               | -               | -               | CL                 | 7                  | 5                  | 0                  | 2                  | -           | -           | -           | -           | -           | 16     | 12     | 2      | 2      | 75,00      | 1°+1°       |
| 1966            | Santos          | CP+TB           | 28+5       | 16+2       | 6+0        | 6+3        | -               | -               | -               | -               | -               | -                  | -                  | -                  | -                  | -                  | -           | -           | -           | -           | -           | 33     | 18     | 6      | 9      | 54,55      | 3°+2°       |
| Totale Santos   | Totale Santos   | Totale Santos   | 450        | 317        | 63         | 70         |                 | -               | -               | -               | -               |                    | 21                 | 14                 | 3                  | 4                  |             | 5           | 4           | 0           | 1           | 476    | 335    | 66     | 75     | 70,38      |             |
| 1968            | Corinthians     | CP              | 26         | 14         | 6          | 6          | -               | -               | -               | -               | -               | -                  | -                  | -                  | -                  | -                  | -           | -           | -           | -           | -           | 26     | 14     | 6      | 6      | 53,85      | 2°          |
| Totale carriera | Totale carriera | Totale carriera | 476        | 331        | 69         | 76         |                 | -               | -               | -               | -               |                    | 21                 | 14                 | 3                  | 4                  |             | 5           | 4           | 0           | 1           | 502    | 349    | 72     | 81     | 69,52      |             |

## Palmarès

### Club

#### Competizioni nazionali
- Campionato paulista: 8

Santos: 1955, 1956, 1958, 1960, 1961, 1962, 1964, 1965
- Torneo Rio-San Paolo: 4

Santos: 1959, 1963, 1964, 1966
- Taça Brasil: 5

Santos: 1961, 1962, 1963, 1964, 1965

#### Competizioni internazionali
- Coppa Libertadores: 2

Santos: 1962, 1963
- Coppa Intercontinentale: 2

Santos: 1962, 1963